# جير هلمار هآرده
جير هلمار هآرده (ولد في 8 أبريل 1951) كان رئيس وزراء أيسلندا من 15 يونيو 2006 إلى 1 فبراير 2009 ورئيس حزب الاستقلال الأيسلندي من 2005 إلى 2009. قاد جير في البداية الائتلاف بين حزبه والحزب التقدمي . بعد الانتخابات البرلمانية عام 2007، والذي زاد من نصيب حزب الاستقلال من الأصوات, جدد جير فترة توليه لمنصب رئيس الوزراء, مما أدى لتشكيل ائتلاف بين حزبه والتحالف الديمقراطي الاجتماعي . انتهى هذا الائتلاف في يناير 2009 بعد احتجاجات كبيرة في أعقاب الانهيار الاقتصادي في أكتوبر في 2008. في سبتمبر 2010, أصبح جير أول وزير أيسلندي توجه له تهمة سوء تصرف في منصبه . ووقف أمام محكمة الاتهام البرلماني, وهي محكمة خاصة بمثل هذه الحالات . واجه هاردي ستة تهم في الأصل, ولكن تهمتين رفضتا في أكتوبر 2011. وأدين هاردي على واحدة من التهم الأربع.

## السيرة
ولد جير في العاصمة الأيسلندية ريكيافيك ووالده هو توماس هآرده, نرويجي من روغالاند, وأم أيسلندية. حصل على درجة البكالوريوس في الولايات المتحدة في جامعة براندايس كباحث من فيينا, تخرج بشهادة في علم الاقتصاد, ثم حصل على درجتين في الماجستير - في العلاقات الدولية من كلية الدراسات الدولية المتقدمة في جامعة جونز هوبكينز وفي الاقتصاد من جامعة مينيسوتا.
قبل الدخول لألثينغ (البرلمان الأيسلندي), كان جير خبيراً اقتصادياً في البنك المركزي في أيسلندا من 1977 إلى 1983 وكان المستشار السياسي لوزير المالية الأيسلندي من 1983 إلى 1987. كان عضواً في ألثينغ لمدة 22 عاماً, من 1987-2009. كان جير رئيس مجموعة حزب الاستقلال البرلمانية من 1998 إلى 1991 وعضواً في لجنة الشؤون الخارجية في ألثينغ من 1991 إلى 1998, وأصبح رئيس لجنة الشؤون الخارجية من 1995 إلى 1998. خدم كوزير للمالية من أبريل 1998 إلى سبتمبر 2005 وبعد ذلك وزيراً للشؤون الخارجية من سبتمبر 2005 إلى يونيو 2006. انتخب رئيساً لحزب الاستقلال بالتزكية في أكتوبر 2005, بعد رحيل دافي أودسون.
بعد إعلان استقالة هالدور أسغريمسون من منصب رئيس الوزراء في 5 يونيو 2006, خلفه جير كرئيس للوزراء في 15 يونيو.
أعلن جير في 23 يناير 2009 أنه ولأسباب صحية (سرطان المريء) سيستقيل من رئاسة حزب الاستقلال عند إقامة مؤتمر الحزب في 26 إلى 29 مارس 2009. كما أعلن في نفس اليوم عن إقامة انتخابات عامة مبكرة في 9 مايو 2009, والتي لن يترشح فيها.

## الإشارات والمراجع
1. 1 2 3 4  جير هلمار هآرده, أمين مجلس النواب . نسخة محفوظة 18 فبراير 2012 على موقع واي باك مشين.
2. 1 2 3 4 5  رئيس وزراء أيسلندا السيد. جير هلمار هآرده, مكتب رئيس الوزراء . نسخة محفوظة 18 أكتوبر 2017 على موقع واي باك مشين.
3. ↑  القائد السابق لأيسلندا وجد مذنباً شبكة الإذاعة العامة الوطنية . نسخة محفوظة 11 مارس 2017 على موقع واي باك مشين.
4. ↑  استقالة رئيس الوزراء الأيسلندي . نسخة محفوظة 28 مارس 2017 على موقع واي باك مشين.
5. ↑  انتخابات 9 مايو وتوقف جير. نسخة محفوظة 03 فبراير 2014 على موقع واي باك مشين.

## وصلات خارجية
- جير هلمار هآرده على موقع مونزينجر (الألمانية)
- جير هلمار هآرده على موقع إن إن دي بي (الإنجليزية)